# Heinrich Wilhelm Krausnick
Heinrich Wilhelm Krausnick, född 30 mars 1797 i Potsdam, Kungariket Preussen, död 14 december 1882 i Berlin, var en tysk jurist som från 1834 till 1849 och åter från 1850 till 1862 var Berlins överborgmästare.

## Biografi

### Uppväxt och juristkarriär
Krausnick avlade gymnasieexamen i Potsdam och anmälde sig därefter som frivillig jägare till 1815 års preussiska fälttåg mot Frankrike. Han studerade från 1816 juridik vid det då nygrundade Berlins universitet, där han 1817 anslöt sig till studentcorpsen Marchia Berlin. Samma år blev han även medlem av Alter Berliner Burschenschaft. Han började sin juristkarriär som assessor och justitieråd vid Berlins stadsrätt. År 1826 fick han anställning vid Oberlandesgericht i Breslau, 1830 återvände han till Berlin för en anställning vid kammarrätten. Från 1831 var han anställd vid preussiska justitieministeriet och från 1832 som geheime justitieråd ansvarig för översynen av lagstiftning och rättsväsendet i Rhenprovinsen.

### Berlins överborgmästare
Krausnick valdes 1834 till att efterträda Berlins överborgmästare Friedrich von Bärensprung. Han blev dock en av de första ämbetsmännen att tvingas lämna sin post i samband med marsrevolutionen i Berlin 1848. Den 19 mars blev han hotad av en folkmassa på öppen gata och följande dag lät Berlins magistrat demonstrativt sin ledare bli syndabock och tvingade honom att lämna posten, trots att han så sent som 1846 nästan enhälligt omvalts för en andra mandatperiod. Under upptakten till revolutionen 1847 hade dock de mer radikala elementen inom stadens politik i hög grad attackerat Krausnick för hans försvar av regeringens politik. Krausnick hade försvarat politiken i tal där han lyfte fram den preussiska staten som den bästa tänkbara och hur sakernas nuvarande tillfredsställande tillstånd inte lämnade något övrigt att önska. Samtidigt försäkrade han regeringen och kungen om borgerskapets fullständiga sympati med regeringens politik. Först i samband med att regeringen själv gjorde eftergifter mot de revolutionärt sinnade kunde Krausnick i offentligheten erkänna missnöjet. I en audiens i slutet av mars 1848 kom kung Fredrik Vilhelm IV, som ofta varit beredd att tillmötesgå önskningar från Berlins borgerskap, att skälla ut Krausnick för att han fört kungen bakom ljuset om sakernas sanna tillstånd. Officiellt lämnade Krausnick borgmästarämbetet i juli 1848 för en post som geheime överregeringsråd i ministeriet för handel, näringsliv och offentliga arbeten. Krausnick var redan efter sin första ämbetsperiod den ditills längst sittande överborgmästaren och förärades därför en minnestavla som "stadsäldste" på Jüdenstrasse i centrala Berlin 1849. 
Under revolutionsåren 1848 till 1850 tjänstgjorde Franz Christian Naunyn tillfälligt som Berlins överborgmästare. Efter revolutionsåren ställde Krausnick upp till återval och vann till följd av det stora förtroende han innehade bland stadens råd valet mot regeringens kandidat, lantrådet von Selchow.
Under Krausnicks andra ämbetsperiod införlivades 1861 Moabit, Wedding, Gesundbrunnen, Schöneberger Vorstadt och Tempelhofer Vorstadt administrativt i staden Berlin. Han verkade också för att reglera förhållandet mellan stadens och statens finanser, ordnade stadens revisionsväsen, införde standardtariffer för tjänstemän och lärare, grundade stadstjänstemännens livförsäkrings- och änkekassa, förbättrade brandväsendet och gaturengöringen, lät bygga ett gasverk, skolor, kyrkor, sjukhus och ett nytt barnhem. Under hans 26 år i ämbetet växte Berlins befolkning med omkring 300 000 invånare. Från 1854 var han medlem av Preussens herrehus, parlamentets överhus.
Tillsammans med Julius Beer och Ferdinand Meyer var han medgrundare till föreningen för Berlins historia, Verein für die Geschichte Berlins.
Krausnick avled 1882 vid 85 års ålder och begravdes i familjegraven på Jerusalems- und Neuen Kirches begravningsplats utanför Hallesches Tor. Här vilar även hustrun Henriette Louise, född Sauer (1797–1851) samt parets barn Georg Friedrich Wilhelm Krausnick (1828–1878) och Johanna Budczies, född Krausnick (1830–1889) samt ytterligare familjemedlemmar.

## Minnesmärken och hedersbetygelser
Genom en kabinettsorder daterad 7 oktober 1861 uppkallades en nyanlagd gata i Spandauer Vorstadt efter Krausnick; Krausnickstrasse löper från Oranienburger Strasse/Monbijoustrasse till Grosse Hamburger Strasse. På en innergård i nära anslutning till gatan ligger även parken Krausnickpark.
Med anledning av sin långa tjänst som överborgmästare i sammanlagt 26 år utnämndes Krausnick även till hedersmedborgare i Berlin 30 december 1862. Hans sista viloplats på Friedhof II der Jerusalems- und Neuen Kirche, gravplats 231-EB-71 i Kreuzberg är sedan 1952 en av delstaten Berlins hedersgravar.
Han erhöll följande ordnar i tjänsten: 
- Röda örns orden, 2:a klassen med eklöv, 1840
- Hohenzollernska husorden, komturkors (1861)
- Sankta Annas orden, 1:a klassen (1838), som tack från ryske tsaren Nikolaj I för dennes hedersmedborgarskap i Berlin.